# كاثي سكوت
كاثي سكوت (بالإنجليزية: Cathy Scott) هي صحفية ومؤلفة ومحاضرة وكاتِبة أمريكية، ولدت في 1 فبراير 1949 في سان دييغو في الولايات المتحدة.

## وصلات خارجية
- الموقع الرسمي
- كاثي سكوت على موقع IMDb (الإنجليزية)
- كاثي سكوت على موقع قاعدة بيانات الفيلم (الإنجليزية)